# Kleilânsmole
De Kleilânsmole of Klaailânsmûne is een achtkante windmolen van het type grondzeiler in Westernijkerk bij Marrum die werd gebouwd in 1865. De functie is poldermolen. Eigenaar is de Stichting De Fryske Mole.
De molen werd gerestaureerd in 1974, maar raakte in de loop der jaren in verval. De molen is in 2010 maalvaardig gerestaureerd en herbouwd op Ferwerd.